# Humber Premier League
Humber Premier League thành lập năm 2000 nằm ở cấp độ 11 của Hệ thống các giải bóng đá ở Anh. Giải đấu bắt đầu chỉ với một hạng đấu và mở rộng thêm hạng đấu Division One kể từ mùa giải 2005–06. Reckitts vô địch giải đấu 5 lần trong 6 mùa giải đầu tiên giải đấu tồn tại.
Giải đấu nằm chủ yếu ở East Riding of Yorkshire, mặc dù một số đội ở Bắc Lincolnshire cũng tham gia. Nó góp đội cho Northern Counties East League. Tuy nhiên, nhiều câu lạc bộ có thể thực hiện như vậy. Vì đây là giải đấu mới và sự thiếu hụt thứ bậc trong cấu trúc bóng đá ở vùng Yorkshire, Humber Premier League không thể là một giải đấu góp đội cho giải đấu cao hơn.

## Các nhà vô địch
| Mùa giải | Premier Division        | Premier Division           |
| -------- | ----------------------- | -------------------------- |
| 2000–01  | Reckitts                | Reckitts                   |
| 2001–02  | Reckitts                | Reckitts                   |
| 2002–03  | Reckitts                | Reckitts                   |
| 2003–04  | Hutton Cranswick United | Hutton Cranswick United    |
| 2004–05  | Reckitts                | Reckitts                   |
| Mùa giải | Premier Division        | Division One               |
| 2005–06  | Reckitts                | North Ferriby United Dự bị |
| 2006–07  | Sculcoates Amateurs     | Smith & Nephew             |
| 2007–08  | Sculcoates Amateurs     | St. Andrews Police Club    |
| 2008–09  | Chalk Lane              | Hessle Sporting Club       |
| 2009–10  | Reckitts                | Crown                      |
| 2010–11  | Sculcoates Amateurs     | Hodgsons                   |
| 2011–12  | Reckitts                | Scarborough Town           |
| 2012–13  | Beverley Town           | Goole United               |
| 2013–14  | Beverley Town           | Wawne United               |
| 2014–15  | Sculcoates Amateurs     | AFC Rovers                 |
| 2015-16  | Wawne United            |                            |

## Các Câu lạc bộ mùa giải 2016–17
Premier Division
- Beverley Town
- Chalk Lane
- Crown
- Easington United
- East Riding Rangers
- East Yorkshire Carnegie
- Goole United
- Hedon Rangers
- Hessle Rangers
- Hunters FC
- North Ferriby Athletic
- Pocklington Town
- Reckitts
- Sculcoates Amateurs
- South Cave Sporting

Division One
- AFC Northfield
- Brandesburton
- Bridlington Town A.F.C. Dự bị
- Driffield Evening Institute
- Hall Road Rangers Dự bị
- Hessle Sporting United
- Hornsea Town
- Howden AFC
- Hull United
- LIV Supplies AFC
- Walkington
- Westella & Willerby